# 曼克尼约尔莱
曼克尼约尔莱（法語：Muncq-Nieurlet，法語發音：[mœ̃k njœʁlɛ]）是法国上法兰西大区加来海峡省的一个市镇，位于该省北部，属于圣奥梅尔区。

## 地理
曼克尼约尔莱（50°50'54"N, 2°6'54"E）面积11.44 平方千米，位于法国上法蘭西大區加来海峡省，该省份为法国北部沿海省份，西北濒北海，南至索姆省，东临北部省。
与曼克尼约尔莱接壤的市镇（或旧市镇、城区）包括：圣玛丽凯尔克、巴扬冈莱塞佩莱克、埃佩莱克、诺尔多斯克、波兰科沃、埃姆河畔雷克、吕曼盖姆。

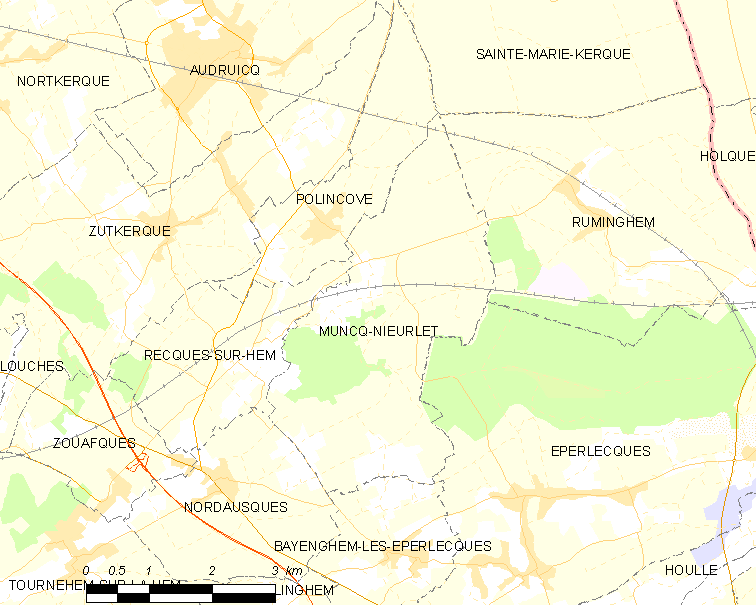
曼克尼约尔莱的OSM定位图

曼克尼约尔莱的时区为UTC+01:00、UTC+02:00（夏令时）。

## 行政
曼克尼约尔莱的邮政编码为62890，INSEE市镇编码为62598。

## 政治
曼克尼约尔莱所属的省级选区为马克县。

## 人口

1962-2008年间曼克尼约尔莱人口变化图示

曼克尼约尔莱于2022年1月1日时的人口数量为683人。